# تيسفاي جبري كيدان
تيسفاي جبري كيدان (1935–4 يونيو 2004) هو سياسي إثيوبي،شغل منصب رئيس إثيوبيا بصفة مؤقتة لمدة 6 أيام،وذلك بعد الإطاحة بمنغستو هيلا مريام في 21 مايو 1991،حتى تم خلعه من المنصب في 27 مايو 1991،وشغل منصب نائب الرئيس من 26 أبريل 1991 حتى 21 مايو 1991،والحاكم العام لإريتريا من أغسطس 1989 حتى 29 مايو 1991،ووزير الدفاع من يناير 1980 حتى 14 مايو 1988.